# Sodomija
Sodomija je izraz koji korijen vuče iz starozavjetne priče o Sodomi i Gomori, te u najširem smislu opisuje seksualnu izopačenost odnosno nastranost.
U najširem smislu sodomija je izraz za sve seksualne aktivnosti (parafilije) koje su protivne moralnom kodeksu, najčešće kod abrahamskih religija, odnosno pozitivnom pravu pojedinih država, gdje se često koristi izraz zajednički naziv sodomija za različite aktivnosti koje predstavljaju kazneno djelo.
U užem smislu izraz sodomija ima dva značenja, koja se vezuju uz:
- seksualnu privlačnost, odnosno seksualni odnos čovjeka i životinje, koji se ranije često koristio, a danas se za njega više koristi izraz zoofilija;
- analni snošaj, bilo između dva muškarca (homoseksualnost), bilo između muškarca i žene (heteroseksualnost); taj izraz je posljednjih godina na hrvatskom govornom području ušao u široku upotrebu i zahvaljujući glagolu sodomizirati posuđenom iz engleskog jezika (sodomize) koji opisuje analno silovanje.